# داش‌آتان (بستان‌آباد)
داش‌آتان یکی از روستاهای استان آذربایجان شرقی است که در دهستان عباس شرقی بخش تیکمه‌داش شهرستان بستان‌آباد واقع شده‌است.یکی از روستا های قدیمی در استان اذربایجان شرقی است که یکی از نام ها ان دانش اباد هم است.  محمد حسین بهجت تبریزی(شهریار) در همسایه این روستا یعنی خشکناب متولد شده بود به علت کمبود امکانات روستایی خود در مدرسه داش آتان تحصیل کرده بود.این روستا ۱۰ نفر جمعیت دارد.